# Circuito callejero de Tokio
El Circuito callejero de Tokio es un circuito urbano de carreras ubicado en Tokio, Japón. Fue anunciado en octubre de 2023 y es sede del e-Prix de Tokio de Fórmula E.

## Historia
El circuito callejero de Tokio fue presentado el 25 de octubre de 2023, representando la primera vez que la categoría eléctrica competirá en Japón. El evento ha sido visto como una forma de lograr el objetivo de la ciudad para garantizar que todos los automóviles nuevos no utilicen gasolina para el año 2030, y la gobernadora de la ciudad, Yuriko Koike, afirmó que «los campeonatos darán impulso para difundir los vehículos de cero emisiones».
El circuito transcurrirá en los alrededores del centro de convenciones Tokyo Big Sight.